# Marbach an der Donau
Marbach an der Donau ist eine Marktgemeinde mit 1699 Einwohnern (Stand 1. Jänner 2024) im Bezirk Melk in Niederösterreich.

## Geografie
Marbach an der Donau liegt am Nordufer der Donau und damit am Südrand des Waldviertels in Niederösterreich, zwischen den am gegenüber liegenden Ufer befindlichen Städten Ybbs an der Donau und Pöchlarn, im Donauabschnitt Nibelungengau. Die Fläche der Marktgemeinde umfasst 10,65 Quadratkilometer. 42,47 Prozent der Fläche sind bewaldet. Durch Marbach verläuft eine offizielle Route des Jakobswegs.

### Gemeindegliederung
Das Gemeindegebiet umfasst folgende sieben Ortschaften (in Klammern Einwohnerzahl Stand 1. Jänner 2024):
- Auratsberg (215) samt Steinbach und Zinn
- Friesenegg (65)
- Granz (214)
- Kracking (71)
- Krummnußbaum an der Donauuferbahn (616) samt Steinwand
- Marbach an der Donau (298) samt Hinterbrühl
- Schaufel (220)

Die Gemeinde besteht aus den Katastralgemeinden Auratsberg, Granz, Krumnußbaum und Marbach.

### Nachbargemeinden
|                      | Münichreith-Laimbach                        | Maria Taferl   |
| Hofamt Priel         | Kompassrose, die auf Nachbargemeinden zeigt | Klein-Pöchlarn |
| Persenbeug-Gottsdorf | Krummnußbaum                                | Pöchlarn       |

## Geschichte
Der Name „Marbach“ wurde erstmals im Jahr 1144 namentlich erwähnt und bedeutete „Grenzbach“. In dieser Urkunde kommt der Name jedoch nur zur Bezeichnung des Baches vor, der die Zehent und Pfarrgrenze von Münichreith beschreibt. Der rege Verkehr an der Donau bewirkte, dass Marbach rasch emporblühte. Von hier aus bestanden Handelsverbindungen mit Böhmen und Mähren. Der Griesteig (auch „böhmische Strass“, „Böhmsteig“ oder „Donauweg“ genannt) nahm in Marbach ihren Anfang.
Um 1429 war Marbach eine bedeutende Ladstatt für Salz, Getreide und Holz, welches vom Ostrong kommend in der Ortschaft gestapelt und (auch) nach Wien geliefert wurde. Außerdem war Marbach zu dieser Zeit eine bekannte Urfahr über die Donau.
1454 wurden verschiedene Marktrechte genau beschrieben, die die Bürger von Marbach hatten, und 1575 wird in Marbach zum ersten Mal ein Bader (Arzt) genannt. 1529 drangen die Türken auch bis Marbach vor. Viele Orte wurden zur Gänze niedergebrannt.
1578 gewährte Kaiser Rudolf II. auf Bitten des Herrschaftsbesitzers Kaspar von Lindegg dem Markt Marbach an der Thonaw, der bisher kein Wappen hatte, folgendes Wappen: „Einen roten Schild, zu unterst an einer Wasserquelle eine weiße Vormauer mit fünf Zinnen und Schießlöchern, gleich darüber ein runder Turm mit zwei Gesimsen, unterhalb des ersteren drei schwarze Schießlöcher, oberhalb derselben drei längliche Fensterlücken nebeneinander, wovon die mittlere größer ist. Darüber ein ziegelfärbiges zugespitztes Dach mit einem goldenen Knopf und an den beiden oberen Ecken des Schildes ein sechseckiger goldener Stern.“

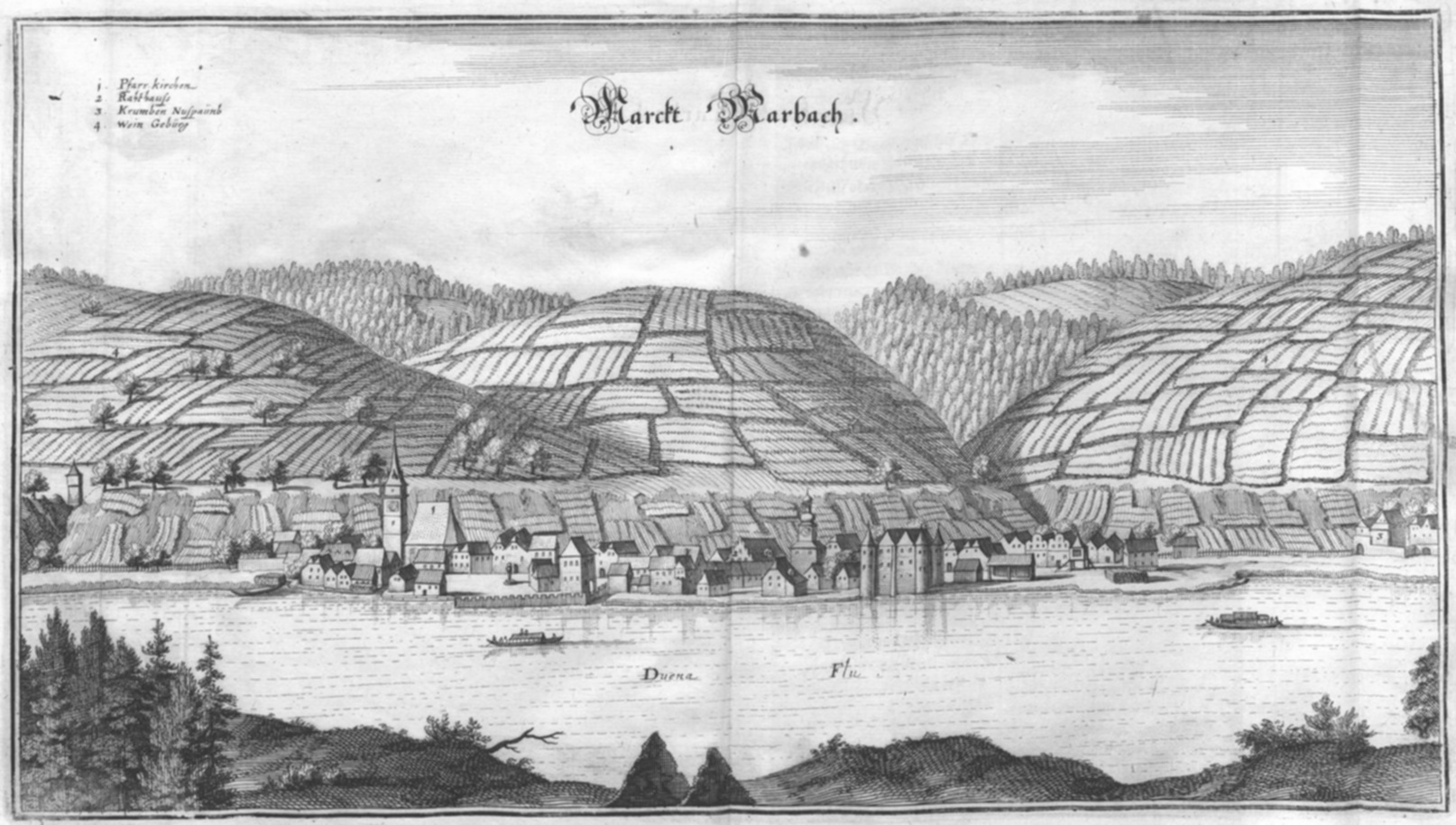
Marpach (von Matthäus Merian) um ca. 1680

In den folgenden Jahrhunderten wurde Marbach vom Bauernkrieg (1596–1597), vom Dreißigjährigen Krieg (1618–1648) und vom „Schwarzen Tod“ (Pest) (1679–1680) nicht verschont.
Gegen 1600 erreichte der Weinbau in dieser Region, begünstigt durch das zu dieser Zeit bis hier her reichende pannonische Klima, seinen Höhepunkt. Aus diversen Urkunden, Herrschaftsakten etc. kann der Weinbau zumindest ab den 1770er bis in die 1870er Jahre nachgewiesen werden; wahrscheinlich wurde hier aber bereits viel früher Wein kultiviert (siehe: Weinbau in Österreich). Durch klimatische Veränderungen und letzten Endes den Reblausbefall, der sich ab 1872 von Klosterneuburg her langsam ausbreitete, wurde die Region westlich der Wachau Ende des 19. Jahrhunderts für Wein zunehmend ungeeignet, bis dieser Anfang des 20. Jahrhunderts schließlich völlig verschwand. Überreste der Weinterrassen entlang der Wanderwege zeugen heute noch von diesem ehemaligen Wirtschaftszweig.
Urkunden und Tiegelreste deuten auf eine lange Abbaugeschichte von Graphit in Marbach an der Donau hin. 1820 wurde bei der Suche nach Steinkohle am Steinbach Graphit gefunden, welcher aber vorerst unbeachtet blieb. Erst um 1830 wurde ein vollständiges Werk mit Haupt- und Nebengebäuden durch die Grafschaft Francken-Sierstorpff errichtet. 1854 wurden 56 t gefördert. Eine Analyse des Gesteins aus dem Jahre 1903 weist 47,07 % bzw. 49,07 % Rohgraphit und 73,55 % Flockengraphit aus. Seither ist über diesen Schürf am Steinbach nichts mehr bekannt geworden.
Auch bei Kracking bzw. Auratsberg soll Ende des 19. Jahrhunderts Graphit abgebaut worden sein.
1848, im Jahr der Revolution, nahm die Regierung die Verwaltung, die Gerichtsbarkeit und das Steuerwesen selbst in die Hand und ordnete diese nach einheitlichen Grundsätzen. Am 7. September 1848 wurde das Untertanenverhältnis gänzlich aufgehoben, Zehent und Robot abgeschafft, die ersten Bürgermeister gewählt und am 17. März 1849 die Selbstverwaltung der Gemeinden ausgesprochen. Es wurden Bezirksgerichte mit Gendarmerieposten in Pöggstall und Marbach errichtet.
Bereits seit 1319 soll es regelmäßige Donauüberfahrten gegeben haben. Durch den stetig steigenden Handel und die geographisch günstige Lage Marbachs (Beginn des Böhmsteigs, am Fuße des Wallfahrtsortes Maria Taferl) wurden die Überfahrten im Laufe der Zeit zahlreicher. Wenn der Fährmann am Urfahr zahlende Gäste hatte, so musste er die Bürger aus Marbach unentgeltlich mitfahren lassen. Schließlich ließ der Markt Marbach 1860 eine Fliegende Brücke (Gierseilfähre) errichten. Diese wurde am 1. Juli 1860 feierlich vom Bischof Ignaz Feigerle eingeweiht (Pöchlarn bekam erst 1893 eine „fliegende Brücke“). 1903 wurde die Fliegende Brücke dann auf eine Rollfähre umgebaut, welche 1925 um 37000 Schilling renoviert wurde. 1954 wurde eine neue Fähre gekauft, welche mit dem Kraftwerksbau in Melk (1982 fertiggestellt) eingestellt werden musste. Danach verkehrte eine kleine Motorfähre für Fußgänger und Radfahrer zwischen den beiden Donauufern, welche nach dem Bau der Donaubrücke Pöchlarn (2003) außer Dienst gestellt wurde und seitdem unter dem Namen „MS Marbach“ als Ausflugsschiff für Touristen zur Verfügung steht. Bei Bedarf übernimmt sie aber noch immer Fährbetrieb.
1854 wurde das Bezirksgericht in Marbach geschlossen. 1887 wurde von Sigmund Conrad von Eybesfeld eine Feuerwehr bestehend aus 4 Rotten bescheinigt. 1926 wurde der Ort Marbach zum ersten Mal mit elektrischem Strom versorgt.
1971 wurden der Ort Krummnußbaum an der Donauuferbahn und die ehemals eigenständigen Gemeinden Marbach und Auratsberg zu einer Marktgemeinde zusammengeschlossen.
Aufgrund des Hochwassers 2013 wurde ab Ende 2016 auf einer Länge von 3,6 km eine Donauhochwasserschutz-Verbauung realisiert, die Mitte Juni 2019 fertiggestellt war.

### Einwohnerentwicklung
| Marbach an der Donau: Einwohnerzahlen von 1785 bis 2024 | Marbach an der Donau: Einwohnerzahlen von 1785 bis 2024 | Marbach an der Donau: Einwohnerzahlen von 1785 bis 2024 | Marbach an der Donau: Einwohnerzahlen von 1785 bis 2024 | Marbach an der Donau: Einwohnerzahlen von 1785 bis 2024 |
| ------------------------------------------------------- | ------------------------------------------------------- | ------------------------------------------------------- | ------------------------------------------------------- | ------------------------------------------------------- |
| Jahr                                                    |                                                         |                                                         |                                                         | Einwohner                                               |
| 1785                                                    | 1785                                                    |                                                         | 1.050                                                   | 1.050                                                   |
| 1794                                                    | 1794                                                    |                                                         | 1.021                                                   | 1.021                                                   |
| 1830                                                    | 1830                                                    |                                                         | 1.064                                                   | 1.064                                                   |
| 1846                                                    | 1846                                                    |                                                         | 1.117                                                   | 1.117                                                   |
| 1869                                                    | 1869                                                    |                                                         | 1.308                                                   | 1.308                                                   |
| 1880                                                    | 1880                                                    |                                                         | 1.259                                                   | 1.259                                                   |
| 1890                                                    | 1890                                                    |                                                         | 1.295                                                   | 1.295                                                   |
| 1900                                                    | 1900                                                    |                                                         | 1.416                                                   | 1.416                                                   |
| 1910                                                    | 1910                                                    |                                                         | 1.495                                                   | 1.495                                                   |
| 1923                                                    | 1923                                                    |                                                         | 1.386                                                   | 1.386                                                   |
| 1934                                                    | 1934                                                    |                                                         | 1.647                                                   | 1.647                                                   |
| 1939                                                    | 1939                                                    |                                                         | 1.677                                                   | 1.677                                                   |
| 1951                                                    | 1951                                                    |                                                         | 1.660                                                   | 1.660                                                   |
| 1961                                                    | 1961                                                    |                                                         | 1.652                                                   | 1.652                                                   |
| 1971                                                    | 1971                                                    |                                                         | 1.605                                                   | 1.605                                                   |
| 1981                                                    | 1981                                                    |                                                         | 1.623                                                   | 1.623                                                   |
| 1991                                                    | 1991                                                    |                                                         | 1.620                                                   | 1.620                                                   |
| 2001                                                    | 2001                                                    |                                                         | 1.664                                                   | 1.664                                                   |
| 2011                                                    | 2011                                                    |                                                         | 1.642                                                   | 1.642                                                   |
| 2021                                                    | 2021                                                    |                                                         | 1.669                                                   | 1.669                                                   |
| 2024                                                    | 2024                                                    |                                                         | 1.699                                                   | 1.699                                                   |
| Quelle(n): Statistik Austria, Gebietsstand 1.1.2021     |                                                         |                                                         |                                                         |                                                         |

Die Angaben vor 1869 beziehen sich auf steuerliche, grundherrschaftliche, kirchliche oder militärische Quellen.

## Kultur und Sehenswürdigkeiten

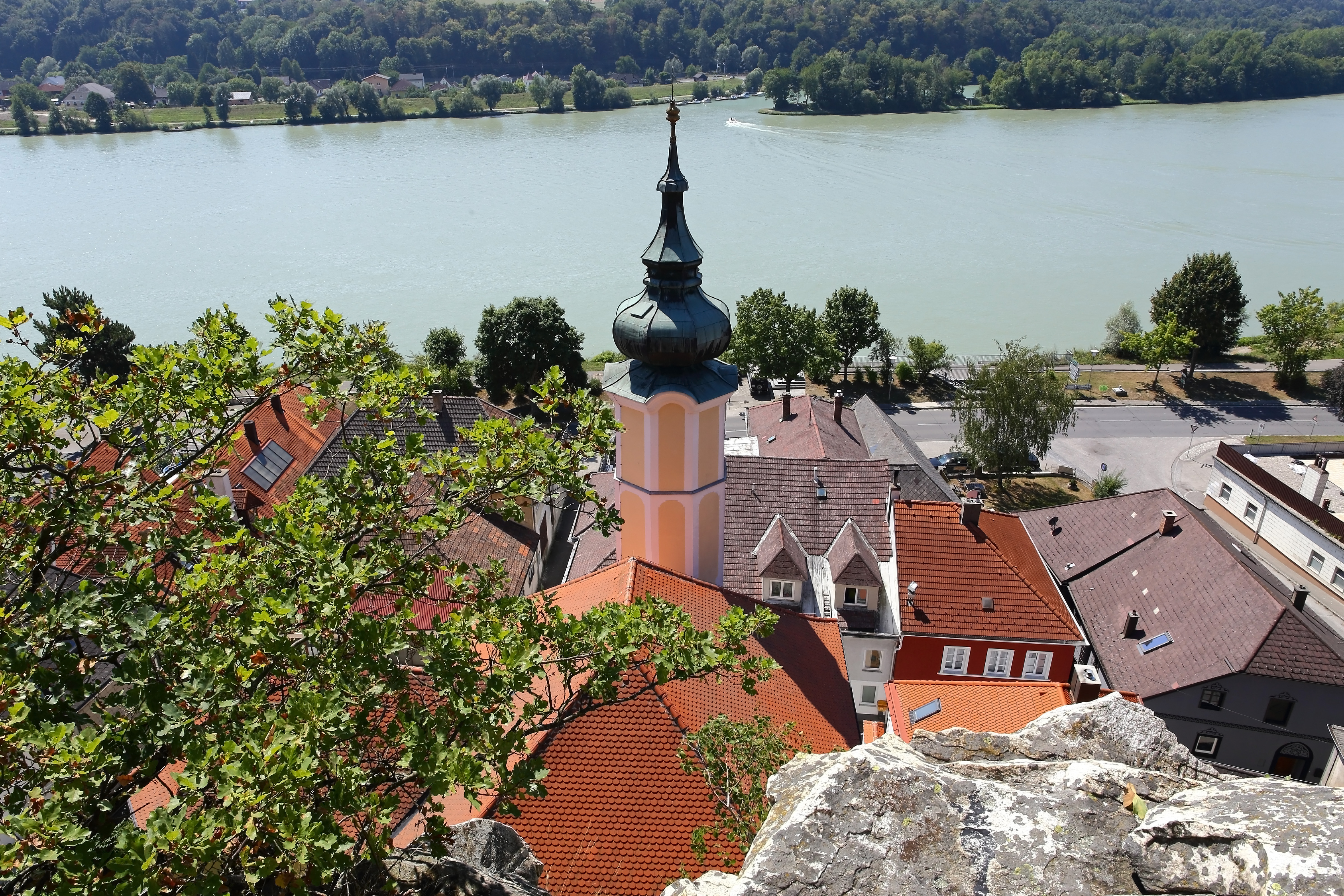
Pfarrkirche Marbach an der Donau

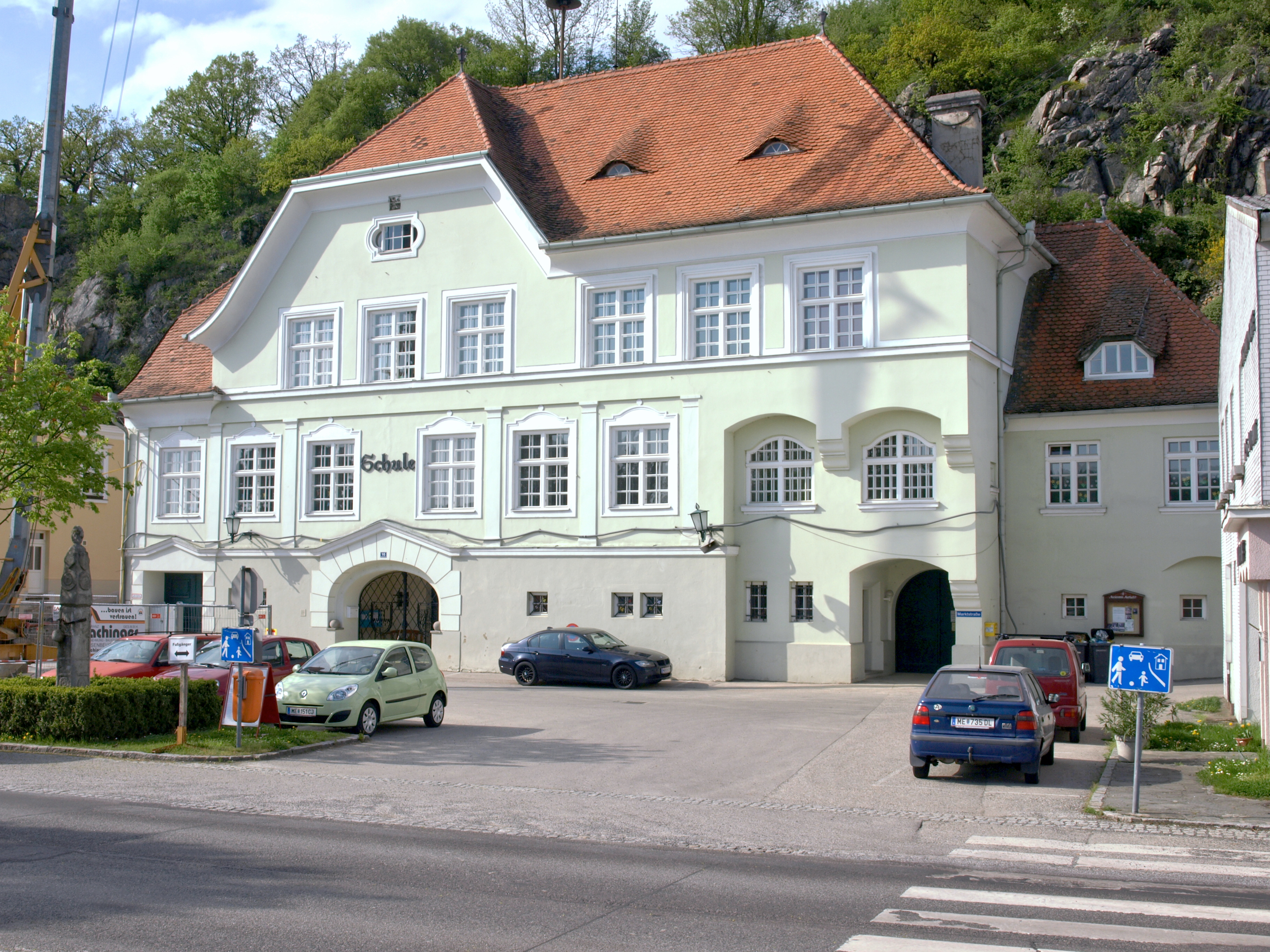
Volksschule Marbach an der Donau

- Katholische Pfarrkirche Marbach an der Donau hl. Martin: Die barocke Pfarrkirche steht am Fuße des Kalvarienberges. Vermutlich im 9. Jahrhundert errichtete man bereits eine Taufkirche. 1200 gründeten die Herren von Streitwiesen eine eigene Pfarre und wurden Patronanzinhaber, die Pfarre wurde aus dem Passauer Besitz ausgegliedert. 1677 brannte die Kirche ab und wurde neu hergestellt und eingerichtet. 1843 wurde das Langhaus komplett neu erbaut und der Turm bekam seine jetzige barocke Haube, die beiden Seitenaltäre stammen von 1846. 1999 wurde der Patronatsverzicht der Habsburger von der Diözese akzeptiert. Das Tor zum Kirchhof krönt eine barocke Steinplastik Hl. Martin im Bischofsornat mit Gans.
- Herrenhaus: Das Herrenhaus besitzt donauseitig zwei Türme, auf der Hausmauer sind die Herrschaftswappen der Familien Starhemberg-Schaumburg und Löwenstein-Wertheim zu finden. 1575 war das Haus im Besitz der Herrschaft Weißenberg, welche es zum Herrenhaus umbauen ließ. 1678 geriet das Haus in den Besitz des Adelsgeschlechts Starhemberg. Kaiser Franz I. kaufte 1816 das Herrenhaus und das gesamte Gut Weißenberg. Kaiserin Carolina Augusta gründete 1867 im Herrenhaus eine Klosterschule für Mädchen, 1897 folgte ein Kindergarten. Aus Platzmangel wurde 1917 für einen neuen Kindergarten ein Zubau errichtet. Dieser wurde vom Erbauer der Schule, Clemens Holzmeister, entworfen. 1971 wurde die Mädchenschule wieder geschlossen, ein Jahr darauf hat die Gemeinde das Haus gekauft und umgebaut. Seit 1975 befindet sich im Herrenhaus die Gemeindeärztin, ein Zahnarzt und der Kindergarten.
- Rathaus: Das Gebäude wurde 1570 als bürgerliches Haus erbaut und 1848 von der Gemeinde gekauft. 1930 wurde ein Stockwerk dazugebaut. 1972 wurde das Kreuzgewölbe von 1580 sowie die Stuckdecke der Amtskanzlei aus 1720 restauriert. Im Rathaus sind das Gemeindeamt, das Standesamt, der Staatsbürgerschaftsverband und der Gemeindeverband für die Wasserversorgungsanlage untergebracht.
- Volksschule Marbach an der Donau: 1493 wurde an der Stelle des heutigen Schulhauses, direkt vor dem Prangerplatz gelegen, ein mehrstöckiger Getreideschüttkasten für den Fruchthandel erbaut. Erst 1914 wurde dieser abgetragen und ein neues Schulgebäude errichtet. Architekt war der später berühmt gewordene Clemens Holzmeister. Es war dies sein Erstlingswerk. Anfangs war die Schule nur für Knaben zugelassen, doch nach Auflassung der Mädchenschule 1971 durften auch diese die Volksschule besuchen. 1977 wurde die Fassade der Volksschule unter Aufsicht des 92-jährigen Erbauers neu gestaltet und ist nun eine Zierde des Marktes. 2002 wurde die Schule vom Jahrhunderthochwasser heimgesucht, anschließend renoviert.

## Wirtschaft und Infrastruktur
Nichtlandwirtschaftliche Arbeitsstätten gab es im Jahr 2001 97, land- und forstwirtschaftliche Betriebe nach der Erhebung 1999 62. Die Zahl der Erwerbstätigen am Wohnort betrug nach der Volkszählung 2001 726. Die Erwerbsquote lag 2001 bei 44,83 Prozent.

### Öffentliche Einrichtungen
In Marbach befindet sich ein Kindergarten und eine Volksschule.

### Verkehr
- Straße: Marbach liegt direkt an der B3 (Donau Straße) und ist Beginn der Landesstraße L83.
- Schifffahrt: Marbach besitzt einen Sportboothafen mit ca. 200 Stellplätzen. Des Weiteren gibt es eine Schiffsanlegestation für Donaukreuzfahrten (Stromkilometer 2049,5).
- Bahn: Marbach hatte bis zu deren Einstellung in diesem Abschnitt im Jahr 2010 mit dem Bahnhof „Marbach – Maria Taferl“ eine Anbindung an die Donauuferbahn.

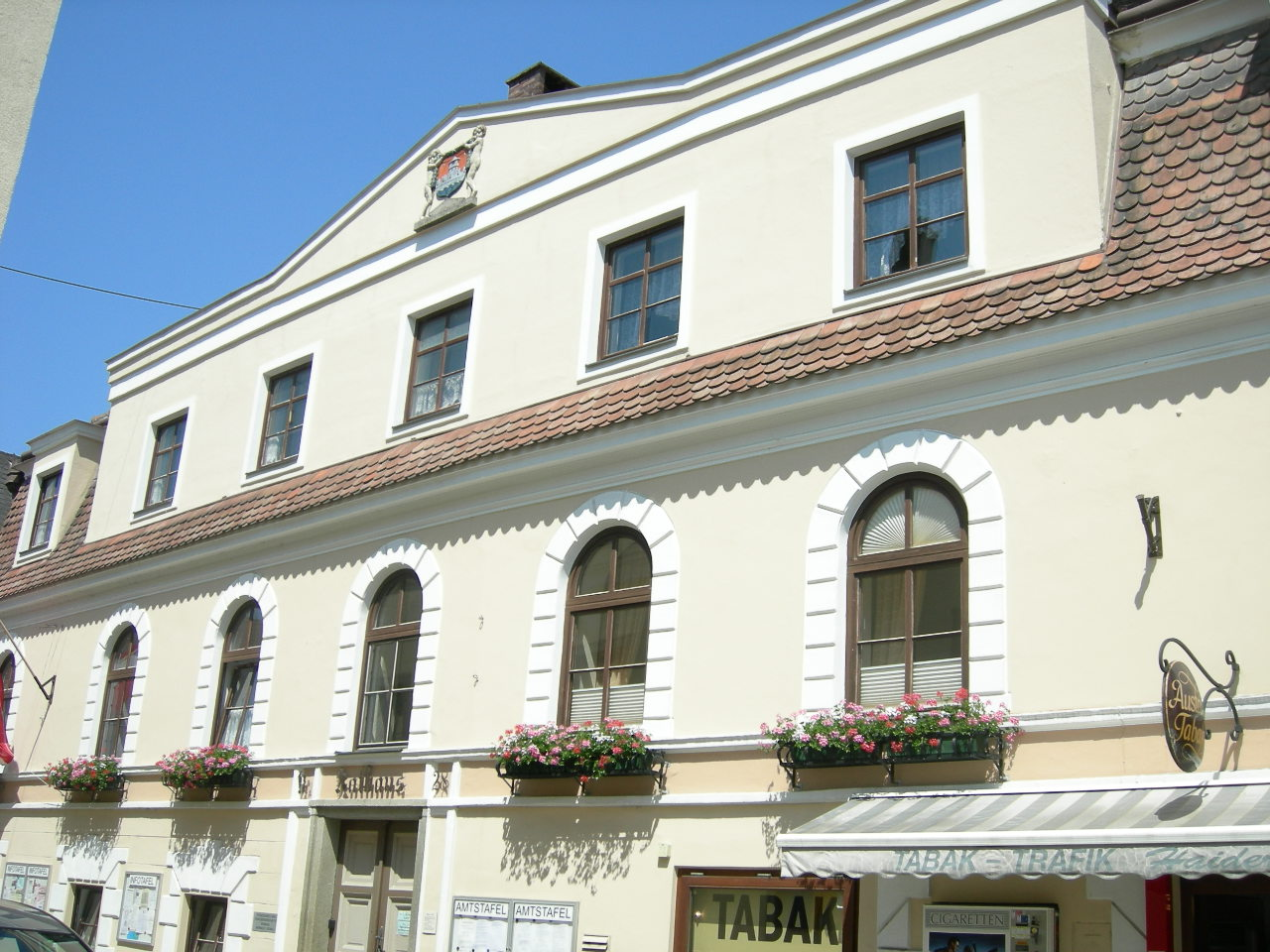
Rathaus Marbach an der Donau

## Politik

### Gemeinderat
Der Gemeinderat hat 19 Mitglieder.
- Mit den Gemeinderatswahlen in Niederösterreich 1990 hatte der Gemeinderat folgende Verteilung: 10 SPÖ, 7 ÖVP und 2 Liste Marbach.
- Mit den Gemeinderatswahlen in Niederösterreich 1995 hatte der Gemeinderat folgende Verteilung: 12 SPÖ, 5 ÖVP, 1 Liste Marbach und 1 FPÖ.[14]
- Mit den Gemeinderatswahlen in Niederösterreich 2000 hatte der Gemeinderat folgende Verteilung: 12 SPÖ und 7 ÖVP.[15]
- Mit den Gemeinderatswahlen in Niederösterreich 2005 hatte der Gemeinderat folgende Verteilung: 10 SPÖ und 9 ÖVP.[16]
- Mit den Gemeinderatswahlen in Niederösterreich 2010 hatte der Gemeinderat folgende Verteilung: 12 SPÖ und 7 ÖVP.[17]
- Mit den Gemeinderatswahlen in Niederösterreich 2015 hatte der Gemeinderat folgende Verteilung: 12 SPÖ und 7 ÖVP.[18]
- Mit den Gemeinderatswahlen in Niederösterreich 2020 hatte der Gemeinderat folgende Verteilung: 9 SPÖ, 8 ÖVP und 2 FPÖ.[19]
- Mit den Gemeinderatswahlen in Niederösterreich 2025 hat der Gemeinderat folgende Verteilung: 11 ÖVP, 4 SPÖ und 4 FPÖ.[19]

### Bürgermeister
- bis 2008 Peter Riedl (SPÖ)
- 2008–2020 Anton Gruber (SPÖ)
- 2020–2020 Renate Hebenstreit (SPÖ)[20]
- seit 2020 Peter Grafeneder (ÖVP)

## Persönlichkeiten

### Söhne und Töchter der Gemeinde
- Joseph Preindl (1756–1823), Organist und Komponist (überwiegend von Kirchenliedern)
- Joseph Johann Achleitner (1791–1828), Komponist